# Ếch sa mạc
Ếch sa mạc hay ếch cây sa mạc (Danh pháp khoa học: Litoria rubella) là một loài ếch cây bản địa của Úc và miền Nam Tân Guinea. Loài ếch sa mạc có thể chống chịu tình trạng thiếu nước tới 7 năm. Chúng biến đổi da thành lớp rào cản thoát nước, giúp bản thân không bị chết khô. Ruột của ếch chứa một lượng nhỏ nước ngọt dự trữ, đủ để cấp cứu con người đang khát.